# گری (داکوتای جنوبی)
گری(به انگلیسی: Gary) شهری در ایالت داکوتای جنوبی کشور ایالات متحده آمریکا است که جمعیت آن در سرشماری سال ۲۰۱۰ میلادی، ۲۲۷ نفر بوده‌است.